# Sorsasalo (ö i Södra Savolax)
Sorsasalo är en ö i Finland.   Den ligger i kommunen Nyslott i den ekonomiska regionen  Nyslotts ekonomiska region  och landskapet Södra Savolax, i den sydöstra delen av landet, 290 km nordost om huvudstaden Helsingfors.